# Faro de Punta de la Avanzada
El faro de Punta de la Avanzada es un faro situado sobre la punta de la Avanzada, un promontorio a unos 2 kilómetros del puerto de Pollensa, al norte de la isla de Mallorca, en el archipiélago de las Islas Baleares, España. Está gestionado por la autoridad portuaria de las Islas Baleares en el puerto de Alcudia.

## Historia
En 1897 el alcalde de Pollensa solicitó la creación de un faro en la Punta Avanzada, y tras aprobarse se comenzó la construcción en 1898. Su inauguración fue el 15 de diciembre de 1905. Los destellos largos eran de 8 segundos y los cortos de 2 segundos, mientras que las ocultaciones duraban 3’5 segundos aproximadamente. En octubre de 1953 se electrificó y en 1974 se cambió el tamaño de la torre en 6 metros, modificando también su torreón y la linterna.